# شکارچی‌ای از ماکسیم‌ها
شکارچی‌ای از ماکسیم‌ها (انگلیسی: The Porter from Maxim's) یک فیلم کمدی فرانسوی محصول سال ۱۹۷۶ به کارگردانی کلود ویتال و بازیگران میشل گالابرو، ژان لوفور و ماری-هلین بریلات است. 